# Solza
Solza (lombardul: Sólsa) település Olaszországban, Lombardia régióban, Bergamo megyében. Lakosainak száma 1970 fő (2023. január 1.). Solza Calusco d’Adda és Medolago községekkel határos.

## Népesség
A település lakossága az elmúlt években az alábbi módon változott:
| Lakosok száma | 2072 | 2075 | 1970 |
|               | 2017 | 2018 | 2023 |